# Аргаванд (Арарат)
Аргаванд (вірм. Արգավանդ) — село в марзі Арарат, у центрі Вірменії. Село розташоване на захід від околиць Єревану на Єреванській кільцевій залізниці, на трасі Єреван — Амравір, за 2 км на північний схід від села Геханіст та за 3 км на схід від села Паракар сусіднього марзу Армавір.